# Isla Abuabua
Abuabua es una Isla ubicada en la Provincia de Malaita, Islas Salomón.
Las coordenadas de la isla son 8°55'60" S y 160°45'0" E en el formato DMS o -8.93333 y 160.75 en grados decimales.